# Jari Viuhkola
Jari Viuhkola (Oulu, 27 febbraio 1980) è un ex hockeista su ghiaccio finlandese.

## Carriera
Nel corso della sua carriera ha quasi sempre indossato la maglia del Kärpät: in particolare lo ha fatto dalla stagione 1998/99 al 2006/07 e poi dal 2007/08 al 2013/14. Nell'annata 2007/08 ha giocato in AHL con i Lowell Devils, mentre nel 2014/15 ha militato nell'Hokki Kajaani.